# Hydrogénolyse
L’hydrogénolyse est une réaction chimique par laquelle une liaison covalente carbone-carbone ou carbone-hétéroatome est décomposée ou subit une lyse par action d'hydrogène. L'hétéroatome est le plus souvent l'oxygène, le soufre ou l'azote. Une réaction apparentée est l'hydrogénation qui consiste en l'addition d'une molécule de dihydrogène (H2) sans rupture de liaison covalente. Cette réaction nécessite en général une catalyse, les réactions sans catalyse nécessitant de très hautes températures, et est conduite généralement avec du gaz d'hydrogène.

## Histoire
Le terme hydrogénolyse (du grec ancien, hydro, « eau », gène, « qui génère, engendre » et lysis, « dissolution ») est inventé par le chimiste Carleton Ellis (en).

## Exemples
{\displaystyle \mathrm {R{-}X\ +\ H_{2}\longrightarrow R{-}H\ +\ H{-}X} }
{\displaystyle \mathrm {R^{1}{-}R^{2}\ +\ H_{2}\longrightarrow R^{1}{-}H\ +\ R^{2}{-}H} }